# روديشكيس
روديشكيس (بالإنجليزية: Rūdiškės) هي معلم جغرافي تقع في ليتوانيا في Trakai district municipality.[بحاجة لمصدر] يقدر عدد سكانها بـ 2,527 نسمة .